# Jan Chęciński

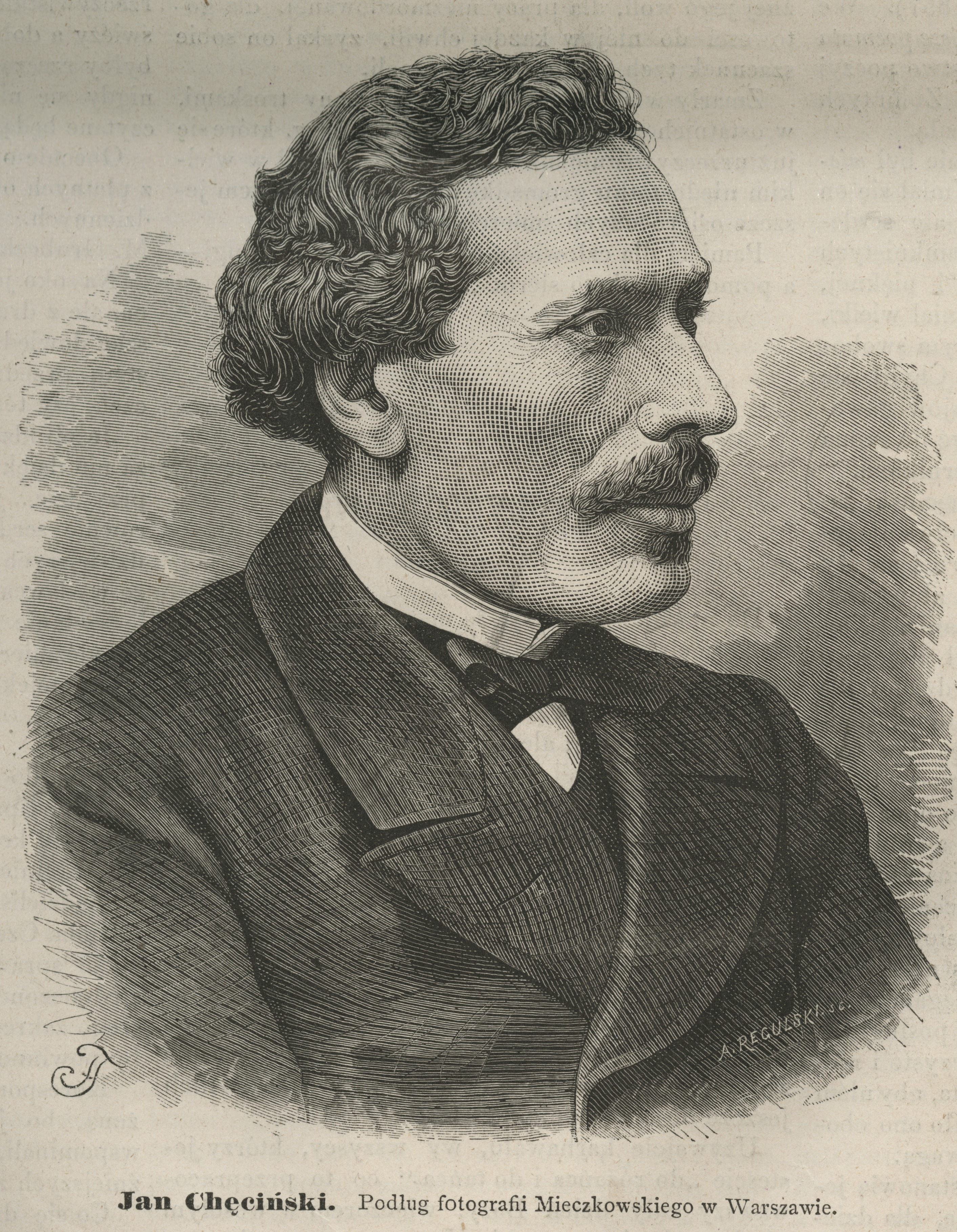
Jan Chęciński

Autograph Jan Chęcińskis

Jan Konstanty Chęciński (geboren 22. Dezember 1826 in Warschau, Russisches Kaiserreich; gestorben 30. Dezember 1874 ebenda) war ein polnischer Schriftsteller, Schauspieler, Regisseur des Teatr Wielki in Warschau und Professor an der Dramatischen Schule in Warschau.
Bekannt ist Jan Chęciński heute vor allem als Autor zahlreicher Libretti der Opern Stanisław Moniuszkos und einigen Werkseinführungen zu bekannten Bühnenwerken Juliusz Słowackis, William Shakespeares und Friedrich Schillers. Als Übersetzer zahlreicher Libretti ins Polnische (z. B. Verdis Rigoletto) ist er in Polen geschätzt.
Sein Sohn war der Arzt Czesław Chęciński (1851–1916).

## Werke (Auswahl)
Libretti
- Verbum nobile, Oper in einem Akt (1861)
- Das Gespensterschloss, Oper in vier Akten (1865)
- Paria, Oper in einem Prolog und drei Akten (1869)
- Beata, Operette in einem Akt (1870–1871)